# ريدان (الصومعة)

تعديل مصدري - تعديل

ريدان هي إحدى قرى عزلة ال عبيد بمديرية الصومعة التابعة لمحافظة البيضاء، بلغ تعداد سكانها 568 نسمة حسب تعداد اليمن لعام 2004.